# Ebonyi
Ebonyi er en delstat i den sydøstlige del af Nigeria. Den blev oprettet i 1996 af områder fra delstaterne Abia og Enugu. Delstatns hovedstad er byen Abakaliki, er med 134.113 indbyggere (2005) også den største by.

## Geografi
Ebonyi grænser mod nord til delstaten Benue, i syd til delstaten Abia, i vest til delstaten Enugu og mod øst til delstaten Cross River.

### Inddeling
Ebonyi er inddelt i 13 Local Gouvernment Areas med navnene: Abakaliki, Afikpo North, Afikpo South, Ebonyi, Ezza North, Ezza South, Ikwo, Ishielu, Ivo, Izzi, Ohaozara, Ohaukwu und Onicha.

## Erhvervsliv
Hovedparten af befolkningen er beskæftiget med landbrug. Der dyrkes kokosnødder, kakao, majs, jordnødder, ris, yams, banan, maniok, melon, sukkerør, bønner, frugt og grøntsager.
I undergrunden findes kalksten, zink, marmor og salt.

## Eksterne kilder og henvisninger
- Officiel website Arkiveret 1. april 2012 hos  Wayback Machine

6°15′N 8°5′Ø / 6.250°N 8.083°Ø